# Soteska Samariá
Soteska Samariá (grško Φαράγγι Σαμαριάς ali samo Φάραγγας) je od leta 1962 narodni park Grčije na otoku Kreta – ena glavnih turističnih atrakcij otoka – in svetovno biosferno območje.
Soteska je na jugozahodu Krete v regionalni enoti Hanija. Nastala je z majhno reko, ki teče med Belimi gorami (Lefká Óri) in goro Volakias. V Belih gorah je še vrsta drugih sotesk. Medtem ko nekateri pravijo, da je soteska dolga 18 km, se ta razdalja nanaša na razdaljo med naseljem Omalos na severni strani planote in vasjo Agia Roumeli. Pravzaprav je soteska dolga 16 km, začne se na nadmorski višini 1250 m pri severnem vhodu in se konča na obali Libijskega morja v Agia Roumeli. Hoja po narodnem parku Samaria je dolga 13 km, vendar je treba od izhoda iz parka prehoditi še dva kilometra do Agia Roumeli, tako da je pohod dolg 15 km. Najbolj znan del soteske je odsek, znan kot Vrata (ali, čeprav napačno, kot 'Železna vrata'), kjer se stranice soteske približajo na širino le štirih metrov in se dvignejo do višine skoraj 300 metrov. Soteska je leta 1962 postala narodni park, predvsem kot zatočišče redke kri-kri (kretske koze), ki je v veliki meri omejena na park in otok tik ob obali Agia Marine. V soteski in okolici je še nekaj drugih endemičnih vrst, pa tudi številne druge vrste rastlin in ptic.
Vas Samariá leži tik znotraj soteske. Končno so jo leta 1962 zapustili zadnji preostali prebivalci, da bi naredili prostor za park. Vas in soteska sta dobila ime po starodavni vaški cerkvi Óssia María.
Obiskovalci Krete lahko zaključijo sprehod po soteski od planote Omalos do Agia Roumeli na Libijskem morju, kjer turisti odplujejo do bližnje vasi Sougia ali Hora Sfakion, kjer lahko prenočijo ali ujamejo prevoz nazaj v Hanijo. Hoja traja od pet do sedem ur in je lahko naporna, zlasti na vrhuncu poletja.
Lokalni turistični operaterji nudijo organizirane izlete v sotesko. To vključuje avtobusni prevoz od hotela do vhoda (blizu vasi Omalos) in avtobusno povezavo, ki bo pohodnike čakala po izkrcanju s trajekta v Sougii ali Sfakii (Hora Sfakion). Če ste sami, se lahko odpravite na enodnevno povratno potovanje iz Hanije ali iz Sougie ali Paleochore. Upoštevajte, da jutranji avtobusi iz Sougie in Paleochore ne vozijo v nedeljo. Trajekti odpeljejo iz mesta Agia Roumeli v Hora Sfakion (na vzhod) in v Sougio/Paleohoro (na zahod) ob 17.30.
Obstaja tudi pot od Agia Roumeli do Vrat in nazaj.

## Lega
Soteska je na južni obali zahodne Krete in se razteza od planote Omalos zahodno od Belih gora (Lefka Ori) do Libijskega morja. Na koncu soteske leži majhno pristaniško mesto Agia Roumeli. Politično območje pripada občini Sfakia v regionalnem okrožju Hanija.

## Geologija
Soteska je verjetno nastala pred približno dvema milijonoma let zaradi tektonskih premikov. Odtočna padavinska voda in kasneje voda iz 22 izvirov je razjedla skalo in v pokrajino izdolbla današnjo globoko sotesko.

## Zgodovina
Med grškimi osvobodilnimi boji proti osmanski oblasti v 19. stoletju je bila soteska velikega strateškega pomena: služila je kot skrivališče in oporišče za upornike in je kljub večkratnim poskusom nikoli niso mogli zavzeti.
Med drugo svetovno vojno in okupacijo otoka Kreta s strani nemškega Wehrmachta konec maja 1941 je grška vlada, ki sta jo sestavljala kralj Jurij II. in predsednik vlade Emmanouil Tsouderos, pobegnila skozi sotesko na južno obalo in od tam z britansko pomočjo v Egipt. Tudi partizanov in beguncev, ki so se umaknili v sotesko, nemškemu okupatorju ni uspelo izslediti, čeprav je prihajalo do posameznih obračunov; razgibana soteska je preveč nedostopna in neprehodna.
Soteska Samaria je bila s kraljevim odlokom leta 1962 razglašena za narodni park in je od leta 1965 nenaseljena. Nekaj prebivalcev istoimenske vasi Samariá, majhnega drvarskega naselja sredi soteske, je bilo razlaščenih in ponovno naseljenih. Ime vasi izhaja iz grške besede Samári (σαμάρι, 'sedlo (stojalo) za tovorne živali'), kar nakazuje, da so v preteklosti živali v vasi običajno presedlali, to je zamenjali. Leta 1980 je Svet Evrope Grčiji podelil priznanje za prizadevanja na soteski.
V skladu s tradicijo grške pravoslavne cerkve je vzdolž soteske Samaria približno deset kapel v različnih ohranjenih stanjih.

## Rastlinstvo in živalstvo
Soteska Samaria ima opazno veliko število dreves. Tukaj rastejo čudoviti borovci, platane in ciprese. Na pobočjih soteske lahko najdemo kretski javor (Acer sempervirens) in kermesov hrast (Quercus coccifera L., Syn.: Quercus pseudococcifera Desf., Quercus calliprinos Webb). Zaradi dolge izoliranosti soteske je samo 14 endemičnih rastlinskih vrst. 
Soteska Samaria je zadnje naravno zatočišče kretske divje koze (Kri-Kri) (Capra hircus cretica). V bližini gnezdi brkati ser; beloglave jastrebe pogosto vidimo krožiti nad sotesko.

## Informacije je zagotovila služba za varstvo gozdov Hanija[2]
Obisk narodnega parka je dovoljen od 1. maja do 31. oktobra.
Čas obiska parka je vsak dan od 7.00 do 15.00. Od 15.00 do sončnega zahoda lahko obiskovalci prehodijo razdaljo le dveh kilometrov znotraj parka, bodisi od Ksiloskalo ali od Agia Roumeli.
V parku je strogo prepovedano kampiranje, prenočevanje, kurjenje ognja ali kopanje v potokih soteske.

## Druge soteske na Kreti
- Soteska Agia Eirini
- Soteska mrtvih
- Soteska Ha
- Soteska Imbros
- Soteska Kotsifos
- Soteska Kourtaliotiko
- Soteska Richtis
- Soteska Sarakina